# 三星Wave S8500
Samsung Wave S8500是韓國三星電子於2010年推出的智慧型手機。該機為全球第一支使用Samsung bada、Super AMOLED的手機。
該手機搭載三星的Hummingbird處理器（S5PC110），其中包括1 GHz ARM Cortex-A8處理器，並內置了PowerVR SGX 540圖形引擎。由於Super AMOLED屏幕短缺，三星發布了名為Samsung Wave II S8530的型號，並停產該型號。

## 特性

### 作業系統
bada是三星开发的操作系统，由于此操作系统存在大量漏洞导致设备频繁重启，在此平台的應用程序開發已經停止。